# Sweet Grass (Montana)
Sweet Grass (ook Sweetgrass genoemd) is een plaats (census-designated place) in de Amerikaanse staat Montana aan de Canadese grens en valt bestuurlijk gezien onder Toole County.
Hier ligt het noordelijke eindpunt van de Interstate 15, een belangrijke route die het westen van Canada verbindt met het westen van de Verenigde Staten en Mexico.
In 2004 werd hier een gezamenlijke grensovergang geopend tussen Sweetgrass en Coutts (Alberta) waarin zowel de Canadese als de Amerikaanse federale autoriteiten gehuisvest zijn.

## Bekende inwoners
- Earl W. Bascom (1906-1995), "Father of Modern Rodeo" en "Hall of Fame Cowboy", artiest, beeldhouwer, acteur, uitvinder. Neef van Charles M. Russell.
- Charles M. Russell (1864-1926), cowboy artiest en beeldhouwer; had een ranch op Kicking Horse Creek nabij de Sweetgrass Hills.